# Pesten i Ryssland 1770–1772

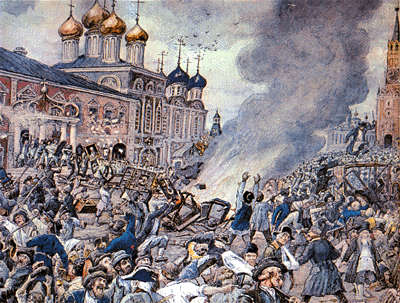
Pestupploppet i Moskva

Pesten i Ryssland 1770–1772 var en epidemi av böldpest som ägde rum i Centrala Ryssland mellan 1770 och 1772. Den räknas som det sista större utbrottet av pest i Ryssland. Den orsakade omkring en miljon människors död.  Pesten började i Moldavien och spred sig under Rysk-turkiska kriget (1768–1774) genom Ukraina till Centrala Ryssland och Moskva. Den utlöste pestupploppet i Moskva i september 1771. 